# Lieusaint
|  | Per a altres significats, vegeu «Lieusaint (Sena i Marne)». |

Lieusaint és un municipi francès al departament de la Mànega de la regió de Normandia. L'any 2007 tenia 357 habitants.

## Demografia

### Població
El 2007 la població de fet de Lieusaint era de 357 persones. Hi havia 128 famílies de les quals 24 eren unipersonals (12 homes vivint sols i 12 dones vivint soles), 42 parelles sense fills, 58 parelles amb fills i 4 famílies monoparentals amb fills.
La població ha evolucionat segons el següent gràfic:

### Habitatges
El 2007 hi havia 147 habitatges, 136 eren l'habitatge principal de la família, 6 eren segones residències i 6 estaven desocupats. 145 eren cases i 1 era un apartament. Dels 136 habitatges principals, 117 estaven ocupats pels seus propietaris, 15 estaven llogats i ocupats pels llogaters i 3 estaven cedits a títol gratuït; 4 tenien dues cambres, 18 en tenien tres, 31 en tenien quatre i 83 en tenien cinc o més. 101 habitatges disposaven pel capbaix d'una plaça de pàrquing. A 46 habitatges hi havia un automòbil i a 84 n'hi havia dos o més.

### Piràmide de població
La piràmide de població per edats i sexe el 2009 era:
| Homes | Edats   | Dones |
| ----- | ------- | ----- |
| 0     | 95 o +  | 0     |
| 0     | 90 a 94 | 0     |
| 0     | 85 a 89 | 0     |
| 0     | 80 a 84 | 0     |
| 0     | 75 a 79 | 0     |
| 8     | 70 a 74 | 12    |
| 8     | 65 a 69 | 20    |
| 8     | 60 a 64 | 0     |
| 4     | 55 a 59 | 4     |
| 12    | 50 a 54 | 12    |
| 20    | 45 a 49 | 8     |
| 24    | 40 a 44 | 24    |
| 8     | 35 a 39 | 8     |
| 0     | 30 a 34 | 16    |
| 4     | 25 a 29 | 4     |
| 12    | 20 a 24 | 8     |
| 20    | 15 a 19 | 12    |
| 16    | 10 a 14 | 28    |
| 12    | 5 a 9   | 0     |
| 0     | 0 a 4   | 8     |

## Economia
El 2007 la població en edat de treballar era de 225 persones, 172 eren actives i 53 eren inactives. De les 172 persones actives 162 estaven ocupades (87 homes i 75 dones) i 10 estaven aturades (6 homes i 4 dones). De les 53 persones inactives 25 estaven jubilades, 13 estaven estudiant i 15 estaven classificades com a «altres inactius».

### Ingressos
El 2009 a Lieusaint hi havia 138 unitats fiscals que integraven 370 persones, la mediana anual d'ingressos fiscals per persona era de 17.529 €.

### Activitats econòmiques
Dels 15 establiments que hi havia el 2007, 3 eren d'empreses extractives, 1 d'una empresa de fabricació d'altres productes industrials, 5 d'empreses de construcció, 2 d'empreses de comerç i reparació d'automòbils, 1 d'una empresa immobiliària, 1 d'una empresa de serveis i 2 d'empreses classificades com a «altres activitats de serveis».
Dels 6 establiments de servei als particulars que hi havia el 2009, 2 eren paletes, 1 guixaire pintor, 1 fusteria, 1 electricista i 1 perruqueria.
L'any 2000 a Lieusaint hi havia 14 explotacions agrícoles que ocupaven un total de 315 hectàrees.

## Poblacions properes
El següent diagrama mostra les poblacions més properes.